# Acantheurytoma spinifera
Acantheurytoma spinifera är en stekelart som beskrevs av Peter Cameron 1911.
Acantheurytoma spinifera ingår i släktet Acantheurytoma och familjen kragglanssteklar. Inga underarter finns listade i Catalogue of Life.